# ドクター長谷川
ドクター長谷川（ドクターはせがわ、1971年5月12日 - ）は、日本のマルチタレント。京都府京都市出身（大阪府高槻市生まれ）。京都市立堀川高等学校、大阪芸術大学卒業。

## 経歴・人物
出生より京都に落ち着く5歳まで、6度の引越しを繰り返したことで友達に恵まれず、自宅に居る大半を押し入れの中で過ごす。中学校卒業時まで押し入れの2段目に布団を敷き、寝床としていた。
幼少時に後天性真珠腫慢性中耳炎を患い、以来左耳の聴力のほとんどをなくすが逆に音楽の興味が日々増していく。小学校6年時にルイ・アームストロングの音楽に出会い、影響され、中学校入学と同時に吹奏楽部に入部、トランペットを始める。堀川高等学校でも吹奏楽部に入部するも、編成上の都合でサクソフォーンスパートに回される。1年次アンサンブルコンテスト京都府大会金賞。2・3年次はトランペットパートに戻り、吹奏楽コンクール京都府大会金賞。コンクールで目標の金賞を獲れたことでクラシック音楽と距離を置く決意をする。
一浪後、大阪芸術大学に入学するが、約2か月後には就職（以来倒産までの5年間続ける）、雑誌、ミニコミ誌の挿し絵、建築パース、カルチャースクール等で生計を立てながら音楽活動を続ける。
1990年、club METROで開催されている「COOL TO KOOL」に高校の同級生と遊びに行きKYOTO JAZZ MASSIVEのDJを聴き衝撃を受け、その場で同級生とジャズファンクバンドを結成、名をCOOL STRUTTIN'とし「COOL TO KOOL」でMONDO GROSSOのフロントアクトをつとめる。club METROでのレギュラーを続ける中でブラックミュージックを追求、当時「Scratch beat」なるイベント主催を中心に活躍中だったDJ Team、BEAT TRICKS (DJ SHARK, DJ SANCON, DJ SUWA) と1994年に出会い、意気投合。レゲエDJのMonky-KenとラップのMAD TIGER PONEらを含め、ALAMACCA CREW（アラマッカ クルー）を結成。クルー内の様々な編成で全国のクラブをツアーし、1996年～1997年に2枚のアルバムを発表。両作品共2,000枚のアナログ盤を約2週間で完売させた。その頃、日本のドラムンベース界を引っ張っていたDJ KURANAKA a.k.a 1945のユニットにも参加、彼の主催するZETTAI-MUへの出演の他、1945サポートメンバーとしてRainbow2000やフジロックフェスティバル等の大型フェスに参加。
2005年、幼なじみだったROTTENGRAFFTYのボーカル・N∀OKIとクラブで10数年振りの再開をし、互いの音楽感をぶつけ合い、絡み合っていく約束をする。ROTTENGRAFFTYのアルバム参加をきっかけに10-FEETと出会い、2006年のシングル『ライオン』に参加、以来全国のツアーや数々の大型フェスに出演している。

## 本職
19歳から約5年の大阪サラリーマン時代を終え京都へと戻り、ライブ生活を中心にすべく様々なアルバイトを経験する（スポーツ系出会いサークルの引率、交通量調査、騒音測定、美術品専門配達業、宅配カレー屋、イベント音響、結婚式場スタッフ、新薬モルモット、バーテンダー、自転車屋軽トラック配達、焼き鳥屋等々）。そして1999年6月16日京都の繁華街木屋町六角に「元祖大四畳半大酒場ポン」を開店。2001年には「コンクリートバー」、2009年には「西洋美食倉庫ポンサラッサ」を開店。2003年に結成したバンド、大東亜貧民解放戦線アルカイナをポップへと昇華させる事を常日頃画策中。雑誌『わあでい』に1年弱「長谷川院長の診断室」コーナー、KOJI HASEGAWA名義での作詩2作品、その他ウェヴエッセイや地方ミニコミ紙にマイペースで出現中。

## アナザードクター
漫画とアニメと特撮と玩具をこよなく愛している彼の自宅には「漫画専用部屋」があり、松本零士、手塚治虫、石ノ森章太郎、横山光輝、 永井豪、水木しげるの作品を中心に壁3方を埋め尽くす量を所有（本人も数を把握出来ていない）。円谷プロ作品、戦隊モノ、仮面ライダーシリーズには愛を貫いており、資料やソフビのコレクションも続けている。また、特技に『宇宙戦艦ヤマト』シリーズのアニメでどこでも泣けるという宝刀を持つ。趣味である音楽に勝ち負けが無いことから、やたらとスポーツを愛している。阪神タイガースファンではあるが、アンチ巨人でもなく、横浜ベイスターズ対ヤクルトスワローズでも熱心に独り言をいいながら観戦出来る。オリンピックやサッカーはもちろんのこと、マラソン中継やゴルフ中継でも興奮できる。

## 発表音源
- ALAMACCA
- 山田仁
- MAGUMA MC'S
- 瘋癲(fu-ten)
- SHUREN THE FIRE
- 刃頭
- Monky-Ken
- DJ SHARK
- DJ SANCON
- ROTTENGRAFFTY
- 10-FEET
- G-FREAK FACTORY
- RATVILLE 他多数

## 出演映画
- 『STEREO TYPE』

## 受賞タイトル
- DMC WORLD DJ CHAMPION SHIP1996 RAP部門西日本予選優勝
  - 同全国大会優勝
- 1996ホールズ大声コンテスト 全国2位
- 2007ホールズ大声コンテスト 全国優勝
- 京都お笑いバトル2008 準優勝

## Mixi
- 「Dr.HASEGAWAを語る」コミュニティー
- 「元祖大四畳半酒場ポン」コミュニティー
- 「コンクリートバー・京都木屋町」コミュニティー
- 「西洋美食倉庫ポンサラッサ」コミュニティー等
- 関連するコミュニティーが多いが、本人曰く「マシーン系が苦手で見たことがない」とのこと。